# Clan Saionji
 (septembre 2016).

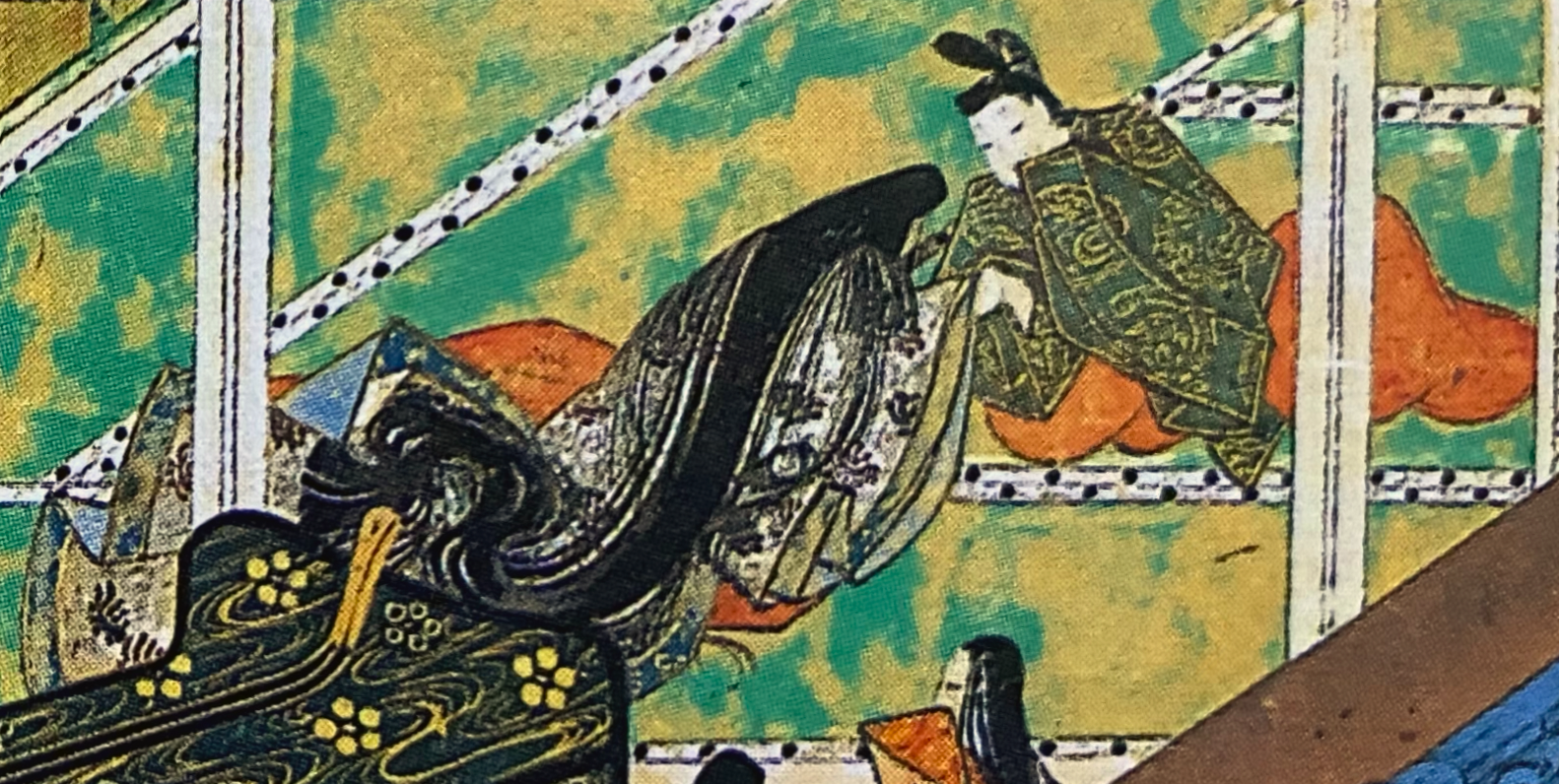
L'impératrice Kishi (Saionji Kishi) et l'empereur Go-Daigo, XVIIe

Le clan Saionji (西園寺家, Saionji-ke) est une famille de kuge (aristocrates de cour) proche de la branche des Ōshū Fujiwara des clans Fujiwara et Imadegawa.
Le nom de la famille vient de celui de la résidence officielle à Kyoto et son kamon est un tomoe.

## Histoire
La famille descend de Saionji Michisue (1090-1128), fils de Fujiwara no Kinzane. À l'époque de Saionji Kintsune (1171-1244), arrière-petit-fils de Michisue, la nièce de Minamoto no Yoritomo est mariée dans la famille Saionji, ce qui donne aux shoguns de Kamakura du clan Minamoto quelque influence sur eux et une protection de la part de la cour impériale. Des membres de la famille Saionji commencent à être nommés Kantō mōshitsugi et agissent conformément au Rokuhara tandai pour ménager les communications et les relations entre le shogunat et la cour. Cela signale l'ascension de la famille à d'importants postes au sein de la cour, dont des positions aussi élevées que celle de daijō-daijin (« chancelier du royaume »). Depuis l'époque de Kintsune, la famille, avec le soutien du shogunat Kamakura, peut exercer une influence même sur les régents impériaux, les sesshō et les kanpaku.
La famille installe sa résidence officielle dans la zone de Kitayama (montagnes du Nord) de Kyoto ; la résidence est également appelée « Saionji », ce qui signifie « jardin du temple de l'Ouest ». Ainsi, la famille est-elle parfois connue sous le nom « seigneurs de Kitayama ». Lorsque Ashikaga Yoshimitsu devient shogun en 1368, il adopte le site pour son Kinkaku-ji, posant ainsi la base d'une revendication à un quelconque lien avec les Saionji et à leur prestige de seigneurs de Kitayama.
Saionji Sanekane joint la famille à la lignée Daikaku-ji de la famille impériale, étant devenu engagé à la fille de l'empereur Go-Daigo ou de l'empereur Kameyama et ayant la charge d'une fils, Saionji Kinhira. Plusieurs décennies plus tard, à l'époque de Saionji Kinmune, le shogunat de Kamakura arrive à son terme et les Saionji sont démis de leur poste de Kantō mōshitsugi. Kinmune aide à cacher Hōjō Yasuie qui est persécuté et, à la suite de la mort de l'empereur Go-Daigo, participe à un complot visant à mettre l'empereur Go-Fushimi sur le trône. Ses plans ayant été révélés par son frère cadet Saionji Kinshige, Kinmune est arrêté et exécuté. Au cours de l'époque Nanboku-chō (1336-1392) qui suit, durant laquelle les deux lignes impériales sont en lutte pour le pouvoir, Sanetoshi, le fils de Kinmune Saionji, sert la cour du Nord en tant que ministre de la Droite (udaijin), ce qui restaure le prestige du nom de la famille.
Une famille Saionji existe à l'époque d'Edo (1600-1868) à Kyoto comme producteurs de biwa. Saionji Sanehar est nommé ministre de la Gauche (sadaijin) et acquiert influence et soutien financier par le biais de relations avec les Hosokawa et les Nagaoka. Vers la fin du shogunat Tokugawa, Saionji Kinmochi est adopté dans la famille de la branche étroitement liée Tokudaiji[pas clair] du clan Fujiwara. Kinmochi vit pendant la restauration de Meiji et devient l'un des genrō, ou anciens hommes d'État qui font partie du gouvernement de Meiji à ses débuts. Il occupe ensuite un certain nombre de postes ministériels et devient Premier ministre du Japon en 1906.
En tant que membres du kazoku (système de pairie de style occidental), les Saionji conservent un considérable prestige et continuent à être proches du monde de la politique jusqu'à la fin de la Seconde Guerre mondiale lorsque les kazoku sont dissous. La famille se poursuit aujourd'hui et « Saionji » est maintenant un nom de famille japonais peu répandu.

## Membres notables de la famille
- Saionji Michisue (1090-1128)
- Saionji Kintsune (1171-1244)
- Saionji Kinuji (1194-1269)
- Saionji Sanekane
- Saionji Kinhira (1264-1315)
- Saionji Reishi (1292-1357)
- Saionji Kinmune (1310-1335)
- Saionji Kinshige
- Saionji Sanetoshi
- Saionji Sanemitsu (1510-1565)
- Saionji Kinhiro (1537-1587), daimyo
- Saionji Saneharu (1601-1673)
- Saionji Kinmochi (1849-1940, adopté en 1851), homme politique

## Source de la traduction
- (en) Cet article est partiellement ou en totalité issu de l’article de Wikipédia en anglais intitulé « Saionji family » (voir la liste des auteurs).